# Anopheles kweiyangensis
Anopheles kweiyangensis är en tvåvingeart som beskrevs av Yao och Wu 1944. Anopheles kweiyangensis ingår i släktet Anopheles och familjen stickmyggor. Inga underarter finns listade i Catalogue of Life.